# 閻學敏
閻學敏，打擊樂演奏家，原香港中樂團敲擊首席，現任香港中樂團樂隊學院常務副院長。
在中國中央音樂學院附中學習打擊樂專業，后參加中國中央樂團管弦樂隊（通稱中央交響樂團）工作，擔任打擊樂演員。
期間並學習京劇鑼鼓（師承譚世秀先生）、浙江舟山鑼鼓、山西絳州鼓樂、陝西西安鼓樂、廣東潮州大鑼鼓等民樂打擊樂藝術。
1984年移民英屬香港，加入香港中樂團，其後出任敲擊首席。直至2019年卸任,由陸健斌接任，但仍然留任香港中樂團樂隊學院常務副院長。
2024年，一首鼓樂名曲《龍騰虎躍》然後在重新編曲完成鼓樂和大鈸領奏以及吹打樂版本。

## 外部連結
- YouTube上的李民雄《龙腾虎跃》重新大钹领奏版本_Part 01